# Escola Politècnica d'Enginyeria de Gijón
L'Escola Politècnica d'Enginyeria de Gijón és l'escola d'enginyeria de la Universitat d'Oviedo situada a Gijón, Astúries (Espanya).
Aquesta escola és el resultat de la fusió de tres escoles d'enginyeria situades al Campus de Viesques de Gijón duta a terme l'any 2010: l'Escola Universitària d'Enginyeria Tècnica Industrial de Gijón, l'Escola Universitària d'Enginyeria Tècnica Informàtica i Telemàtica de Gijón i l'Escola Politècnica Superior d'Enginyeria de Gijón.
S'hi imparteixen un vintena de titulacions adaptades a l'Espai Europeu d'Ensenyament Superior:
 L'escola també compta amb un equip de rugbi.